# Erreway: 4 caminos
Erreway: 4 caminos es una película argentina de 2004, secuela de la serie argentina Rebelde Way. La película se hizo para continuar con la misma  historia de Rebelde Way, siendo esta una realidad paralela a la serie. Fue hecha para ver la vida de los chicos una vez acabada la escuela y sus vidas de adultos luchando por sus sueños. 

## Trama
La película está ambientada en Rebelde Way; Erreway: 4 caminos, habla también de los caminos que los 4 chicos jóvenes tomarán al final de los mejores momentos de su vida, los de la adolescencia. El grupo tendrá que pasar por momentos hermosos, como el descubrimiento del hecho de que Mía está embarazada de un hijo de Manuel, que resultará ser una niña, que llamarán Candela. Pero tendrán que pasar por momentos muy difíciles, como el descubrimiento de la enfermedad de Mía, que no tiene cura. Sin embargo, Erreway logrará ser famoso y volverá a vivir a través de Candela, que, al convertirse en una mujer adulta, logrará convertirse en una cantante famosa y apreciada, que canta las canciones de Erreway, en honor al grupo y en honor a su madre.

#### Elenco
| Actores                                  | Papel                 | Rol          |
| ---------------------------------------- | --------------------- | ------------ |
| Camila Bordonaba                         | Marizza               | Protagonista |
| Benjamín Rojas                           | Pablo                 | Protagonista |
| Luisana Lopilato                         | Mía                   | Protagonista |
| Felipe Colombo                           | Manuel                | Protagonista |
| Roly Serrano                             | Benito                | Principal    |
| Valentina Carlos-Eliana Ferrarese (bebé) | Candela               | Principal    |
| Camila Majtanksy (1 año)                 | Candela               | Principal    |
| Micaela Majtanksy (1 año)                | Candela               | Principal    |
| Carla Pandolfi (21 años)                 | Candela               | Principal    |
| Claudio Rissi                            | Angioletti            | Secundario   |
| Ricardo Lazzara                          | Vaqueano              | Secundario   |
| Martin Borisenko                         | Pedro                 | Secundario   |
| Gabriela Groppa                          | Recepcionista         | Secundaria   |
| Diego Topa                               | Presentador de TV     | Secundario   |
| Celio Pereira Cangosu                    | Presentador Brasileño | Secundario   |
| Darío Carrizzo                           | Vendedor              | Secundario   |
| Pía Uribelarrea                          | Prostituta 1          | Secundaria   |
| Silvia Geijo                             | Prostituta 2          | Secundaria   |
| Leticia Gaspari                          | Prostituta 3          | Secundaria   |
| Flavio “Mosquito” Sancixeto              | Travesti              | Secundario   |
| Luis Alí                                 | Hombre 1              | Secundario   |
| León Dogorny                             | Hombre 2              | Secundario   |
| Claudio Torres                           | Hombre 3              | Secundario   |
| Mario Paolucci                           | Hombre 4              | Secundario   |
| María Figueras                           | Chica del pueblo      | Secundaria   |
| Cristián Gutiérrez                       | Chico del pueblo      | Secundario   |
| Sandra Bell                              | Mujer de Ramón        | Secundaria   |
| Fernando Álvarez                         | Matón 1               | Secundario   |
| Hernán Figueroa                          | Matón 2               | Secundario   |
| Jorge Noya                               | Matón 3               | Secundario   |
| Natalia Merino                           | Recepcionista         | Secundaria   |
| Francisco Nápoli                         | Dr. Agüero            | Secundario   |
| Carlos Armata                            | Conserje del hotel    | Secundario   |
| Gabriel Galindez                         | Locutor de Radio      | Secundario   |
| Carla Bonfante                           | Presentadora de TV    | Secundaria   |
| Eduardo Lidijover                        | Jugador 1             | Secundario   |
| Juan Pascarelli                          | Jugador 2             | Secundario   |
| Ana Karina                               | Periodista            | Secundaria   |

## Transmisión
I.Sat